# Ivar Giaever
Ivar Giaever (Noors: Ivar Giæver) (Bergen, 5 april 1929 – Schenectady (New York), 20 juni 2025) was een in Noorwegen geboren Amerikaans natuurkundige die in 1973 samen met Leo Esaki en Brian Josephson de Nobelprijs voor de Natuurkunde deelde voor zijn werk aan tunneleffecten in supergeleiders.

## Biografie
Giaever werd geboren als zoon van John A. Giaever en Gundrun M. Skaarud. Hij groeide op in Østre Toten waar zijn vader apotheker was. In 1952 rondde hij zijn ingenieursstudie werktuigbouwkunde af aan de Technisch-natuurwetenschappelijke Universiteit van Noorwegen in Trondheim. In 1954 emigreerde hij naar Canada, waar hij eerst bij een architectenbureau werkte en daarna als ingenieur bij een Canadese vestiging van General Electric. Twee jaar later vestigde hij zich in de Verenigde Staten.
In 1958 kwam hij terecht op het onderzoeks- en ontwikkelingscentrum van General Electric in Schenectady, terwijl hij gelijktijdig aan een studie natuurkunde begon op het Rensselaer Polytechnic Institute (RPI) te Troy. Bij General Electric werkte hij op het gebied van de supergeleiding (weerstandsloze geleiding van elektrische stromen) en het tunneleffect. Niet alleen promoveerde Giaever in 1964 op dit onderzoek, hij won er ook de Nobelprijs voor de Natuurkunde mee.
Aansluitend op Esaki's ontdekking in 1958 van elektronentunneling in halfgeleiders toonde Giaever aan dat het tunneleffect ook kan plaatsvinden in supergeleiders. Dit deed hij door tunneling te demonstreren via een zeer dunne oxidelaag die aan beide zijden omgeven is met supergeleidend metaal. Giaevers experimentele demonstratie naar het tunneleffect in supergeleiders zette de theoretische natuurkundige Josephson ertoe dit fenomeen verder te bestuderen, wat uiteindelijk leidde tot zijn voorspelling van het Josephson-effect in 1962.
Nadat Giaever in 1969 een Guggenheim studiebeurs had verkregen verbleef hij een jaar lang in het Engelse Cambridge voor een studie biofysica aan de universiteit aldaar. Na zijn terugkeer bij het R&D-centrum van General Electric ging hij het grootste deel van tijd besteden aan dit onderzoeksgebied. Zo bestudeerde hij het gedrag van proteïnemoleculen op vaste oppervlaktes. Ter erkenning voor zijn gehele werk werd hij in mei 1973 gekozen tot Coolidge-fellow bij General Electric.
In 1988 zette hij een punt achter zijn carrière bij General Electric om vervolgens hoogleraar te worden aan het Rensselaer Polytechnic Institute en gasthoogleraar aan de faculteit natuurkunde aan de universiteit van Oslo. Daarnaast was hij Chief Technology Officer van Applied BioPhysics, Inc., een kleine onderneming die medische toepassingen ontwikkelt van elektronische sensoren.
Giaever overleed op 20 juni 2025 op 96-jarige leeftijd.

## Erkenning
- 1965 - Oliver E. Buckley Condensed Matter Prize van de American Physical Society
- 1974 - IEEE Vladimir Zworykin Award